# Довжоцький спиртовий завод
Державне підприємство «Довжоцький спиртовий завод» (ДП «Довжоцький спиртовий завод») — підприємство харчової промисловості України. Розташоване в селі Довжок Кам'янець-Подільського району Хмельницької області.

## Заснування заводу
Спиртзавод на окраїні Довжка збудовано 1896 року на замовлення княгині Ганни Хілкової, яка володіла Довжоцьким ключем біля Кам'янця-Подільського, та за сприяння німецької компанії. Того ж року завод видав першу продукцію. Виготовляли спирт із картоплі, яку вирощували на землях, що належали княгині. Спиртзавод був невеликий, працював на дровах, воду використовували зі ставків, розташованих поблизу. Штат заводу теж був невеликий: керівник і 17 робітників.

## Подальший розвиток

Довжоцький спиртовий завод. Адмінбудівлі. 2011 рік

Перша світова війна, яка розпочалася 1914 року, та подальші події на тривалий час перервали роботу Довжоцького спиртового заводу. Тільки 1928 року його відбудували, відновили виробництво. Почали використовувати буряк. Потужність підприємства зросла.
У 1941—1944 роках завод, очолюваний німецьким шеф-директором, працював, хоча його потужність різко знизилась. 1945 року завод було відбудовано. У 1952—1957 роках це був спиртово-горілчаний завод. З 1957 року основною продукцією стає спирт, який виготовляється з меляси — темної тягучої солодкої маси, що є відходом цукробурякового виробництва (її ще називають кормовою патокою).